# مارتن فريسيين
مارتن فريسيين ، من مواليد 15 نوفمبر 1955 ، لاعب كرة قدم هولندي سابق.
لعب مع منتخب هولندا لكرة القدم.

## وصلات خارجية
- مارتن فريسيين على موقع قاعدة بيانات كرة القدم.إي يو (الإنجليزية)
- مارتن فريسيين على موقع ناشيونال فوتبول تيمز (الإنجليزية)
- مارتن فريسيين على موقع عالم كرة القدم.نت (الإنجليزية)